# Galleria del Popolo
La Galleria del Popolo, originariamente chiamata Galleria Gallini e Carpigiani, è una galleria commerciale situata a Mirandola, in provincia di Modena.
La galleria coperta, inaugurata nel 1930, venne realizzata modificando l'antico edificio che ospitò il Monte di Pietà, istituito nel 1495 dall'Ordine dei frati minori francescani.

## Storia
Il palazzo che fu già sede del Monte di Pietà, poi Monte di Credito su Pegno, venne costruito nel 1595 e poi ricostruito nel 1790. Agli inizi del XX secolo la Congregazione di Carità che ancora gestiva il Monte di Pietà affittò alcuni locali alla neocostituita Banca popolare, ad un calzaturificio, alla Cooperativa Tipografica, una cappelleria, una salumeria e un fornaio (che attingeva l'acqua da un pozzo situato al centro del cortile interno). All'epoca il palazzo di tre piani occupava una superficie di 717,50 m², di cui 101,25 m² del cortile interno.

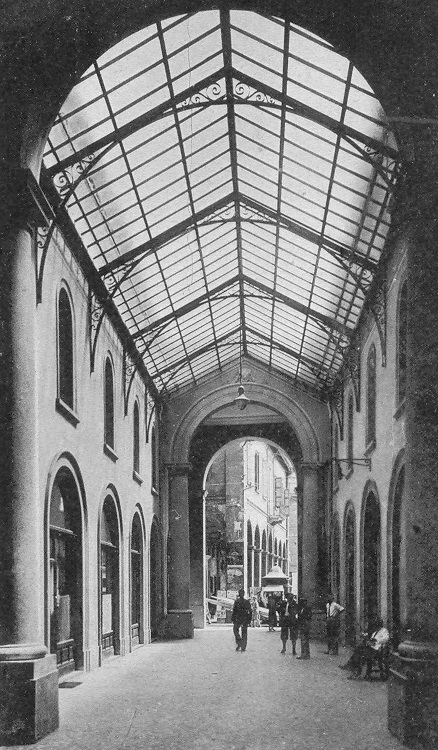
Interno della galleria

Negli anni 1920 vennero realizzati alcuni lavori di sistemazione, mentre nel 1927 fu deciso di trasformare il palazzo in una "Galleria del Commercio", per mettere in comunicazione piazza Montanara (attuale piazza Giuseppe Mazzini) con la trafficata via Fenice (via Giovanni Pico). Il progetto venne affidato all'architetto mirandolese Mario Guerzoni, autore anche del vicino Palazzo della Milizia.
La parte centrale del palazzo venne perciò demolita fino al tetto (sostituito da lastre di vetro), ricavando una strada coperta e illuminata di sera larga sette metri per ospitare 12 negozi. Il piano superiore venne invece destinato ad uffici, studi professionali e alla sede del Partito Nazionale Fascista. I lavori vengono conclusi il 26 agosto 1929, mentre si procede al collaudo il 10 marzo 1930.
Inizialmente l'edificio rinnovato venne denominato "Galleria Carpigiani e Gallini", a ricordo dei fascisti Umberto Carpigiani e Gioacchino Gallini (segretario politico del Fascio di Mirandola) uccisi a Modena il 26 settembre 1921 in uno scontro a fuoco con la Guardia Regia, il cui comandante Guido Cammeo era stato schiaffeggiato dagli squadristi per non essersi tolto il cappello davanti al gagliardetto fascista.
Dal 1930 al 1960 il palazzo ospitò al primo piano nord la Pretura di Mirandola, poi trasferita in via Cesare Battisti; nel 1934 venne collocato l'ufficio postale. All'interno della galleria vi era anche il negozio di alimentari gestito da Ariella Benatti, che aveva l'incarico di predisporre le tessere annonarie comunali per ottenere i viveri previsti dal razionamento imposto dalla guerra; per tale motivo riuscì ad aiutare gli ebrei nascosti a Mirandola, trasportando i generi alimentari nel doppio fondo della carrozzina del figlio Giovanni e falsificando i documenti per i viaggi clandestini verso la Svizzera organizzati da don Dante Sala e Silvio Borghi.

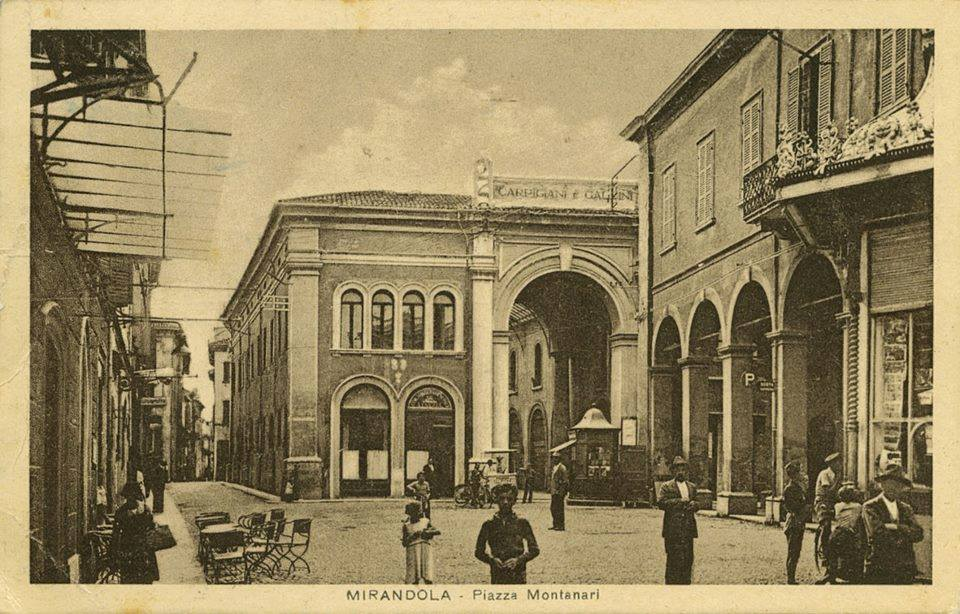
Piazza Montanari (oggi piazza Mazzini) negli anni 1930

Il 23 aprile 1945 vi fu uno scontro a fuoco all'imbocco ovest della galleria del Popolo: il partigiano mirandolese Erminio Ori e il partigiano tedesco Hans Koëpling, entrambi appartenenti alla 14ª Brigata "Remo" della IIa Divisione "Modena Pianura" si incrociarono di notte e si uccisero a vicenda scambiandosi per nemici; in loro memoria è stata collocata una targa Alla fine della seconda guerra mondiale, il 6 ottobre 1945 il fabbricato venne ridenominato "Galleria del Popolo".
Nel 1967 la Galleria del Popolo venne dichiarata inabitabile e chiusa al transito per tutelare l'incolumità pubblica, e rimase in stato di abbandono per circa 15 anni. 
Il 3 maggio 1982 iniziarono i lavori di restauro e consolidamento, affidati all'ingnere Giuseppe Bonini e alla Cooperativa Muratori del Comprensorio di Mirandola. Durante i lavori venne scoperto nel sottotetto un rifugio utilizzato durante la seconda guerra mondiale. La galleria del popolo venne riaperta al pubblico nel 1984. Fino agli anni 2000 ha ospitato al piano terra numerose mostre d'arte organizzate dall'amministrazione comunale.